# 水师饭店
36°03′57.3″N 120°18′51″E / 36.065917°N 120.31417°E
水师饭店旧址，又名德国海军士兵俱乐部，位于中国山东省青岛市市南区湖北路17号，中山路与湖北路交口处的东北角（原弗里德里希大街与皇储大街街口），建于1899-1902年，是青岛早期德国建筑的代表作之一。建筑属德国新文艺复兴式风格，这一风格主要表现在高耸的塔楼、横跨正门的前里面山墙及木质外廊等方面。

## 名称
关于该建筑的名称，德文标准名称为“Seemannshaus”，也有“Seemannsheim”的名称。青岛部分学者将德文名称结合建筑用途意译为“德国海军士兵俱乐部”。至于“水师饭店”之称，则来自于德国人贝默（F. Behme）与克里格（M.Krieger）所编写的《青岛及其近郊导游》（Führer durch Tsingtau und Umgebung）的中文标注，为当时的中文称呼。也有其他著作采用“海员之家”的名称，这一名称近似于对“Seemannsheim”的直译。

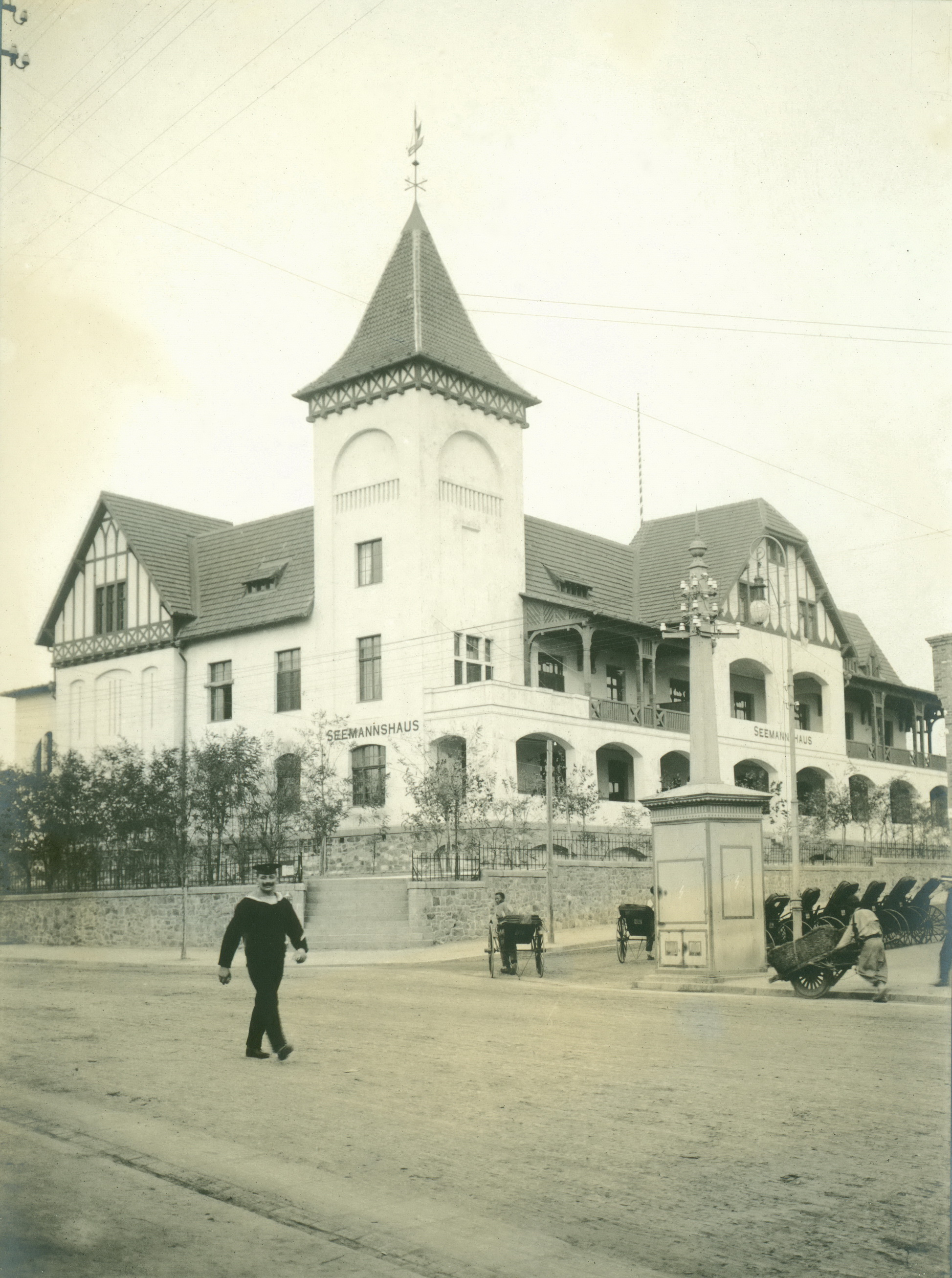
1910年代的俱乐部，一名德国水兵走过，据推测可能为摆拍

## 历史
德国海军士兵俱乐部是在普鲁士亲王海因里希（Prinz Heinrich von Preußen）访问青岛期间，根据他的提议为驻防部队和巡洋舰队的士兵和下级军官们建造的。1899年10月28日的《胶州消息》载，兴建海军士兵俱乐部的意图是“为士兵和水兵......提供休养栖留场所，以免他们游荡街头、出入下等餐馆和酗酒，并由此引起道德沦落”。该建筑的设计者是德国人莱因哈特（J.Reinhard），建筑监理为总督府建设局（Bauverwaltung）局长格奥尔格·格罗姆施，建筑承包商为塞尔贝格-施吕特公司（Selberg-Schlüter），建设局还预约了建筑师拉菲尔特（Raffelt）、威利·乌茨勒（Willy Wutzler）和金德（A. Kind）参与施工。1899年10月18日，俱乐部建筑奠基，1901年5月正式开工，1902年竣工并于5月10日开业。经营该俱乐部的是德国海港城市基尔的一所公益性有限公司“帝国海军士官士兵海员之家”（Seemannshaus für Unteroffiziere und Mannschaft der Kaiserlichen Marine E.G.m.b.H.）。
俱乐部建成时有40个房间。在当时青岛的饭店、旅馆建筑中，其建造年代和建筑规模仅次于威廉皇帝海岸上的海因里希亲王饭店（今太平路29号，原有建筑除旅馆部外均已拆除）和克里本多夫饭店（今太平路33号，原建筑已拆除）。可能考虑了使船只易于到达的因素，建筑的选址紧靠临时的栈桥码头，但随着大港码头的启用和城市的发展，其周边地区被重新规划为欧洲商业区中心。由于其塔楼部分已经超出了《建筑监督警察条例》中对于商业街道两旁建筑限高的规定，成为繁华的商业街道上一处极为引人注目的景观。
该建筑在青岛德租时期最后的用途是战时临时医院，1914年日本占领青岛，该建筑次年为青岛讲武堂、青岛市民会所使用。1922年中国政府收回青岛后，该建筑于12月成为青岛日本居留民团总部。1928年日本出兵山东时，日本海军第二遣外艦隊陆战队本部曾设于此处。由于建筑最初与街道的距离较远，1920-1930年代加建了靠近中山路的局部。1940年代该建筑塔楼失火，顶部被毁，修复时未能恢复原貌。1945年日本投降，日侨被遣返，日本居留民团也随之解散。国民政府第二次统治青岛时期为美国海军俱乐部，1949年后，相继作为中国共产主义青年团青岛市委办公楼、青岛市人民防空办公室使用。2015年建筑大修，以更好地利用老建筑。但是大修的技术手段方法与原塔楼的复原遭到了青岛文史界的质疑。目前该建筑用作光影俱乐部，为集电影院、电影博物馆、俱乐部、西餐厅、咖啡厅、展览馆于一体的文化场所。

## 建筑
该建筑地上带阁楼共三层，地下一层。一层采用石基砖墙，二层设有殖民式木构柱外廓，墙体均涂以极淡的黄色，屋顶为四面坡型，覆以矩形红瓦，道路转角处突起的尖顶塔楼为其立面构图中心，塔楼顶部覆以六边形红瓦（重建时错误地铺上了矩形红瓦）。建筑造型轻松明快、起伏变化，富有节奏感。但装饰极少，比较明显的突出山墙上的半木构装饰，以及塔楼之下和外廊扶栏处的交错桁架装饰。建筑南侧大门外巨大的花岗岩台阶为后期增建，约1920年代曾被改建。
该建筑内设有青岛第一座大型礼堂，位于后部，为砖木结构，宽约14米，进深20米，平面模仿了巴西利卡式，厅内三面墙均设有回廊，采用玻璃罩灯和北侧窗采光照明，能容纳坐席约200个。在这里曾经上演各类剧目，也有可能放映过欧美国家的影片，因此可能是青岛最早放映电影的单位之一。

## 维修再利用所引发的争议

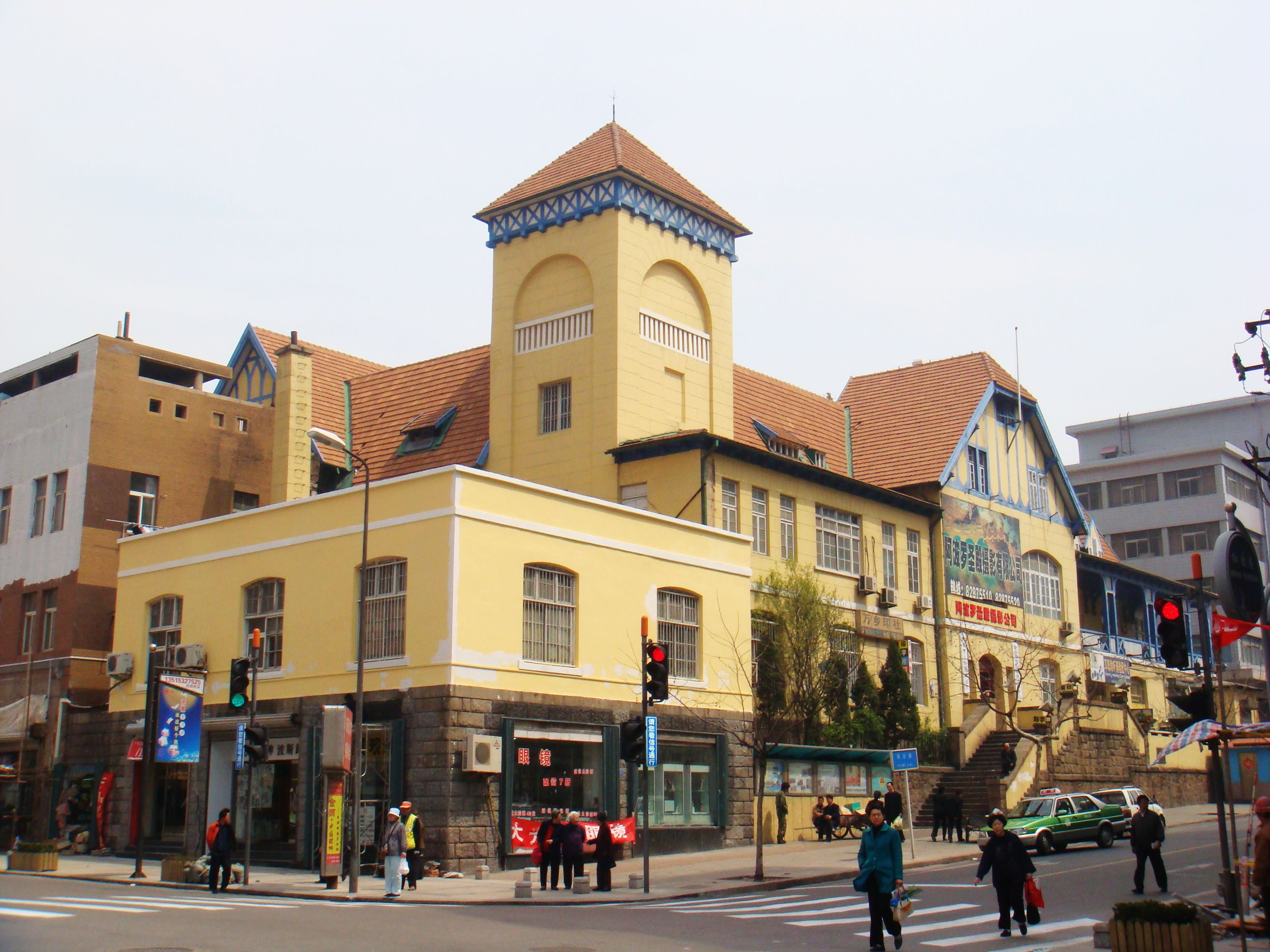
整修前的水兵俱乐部旧址，2007年

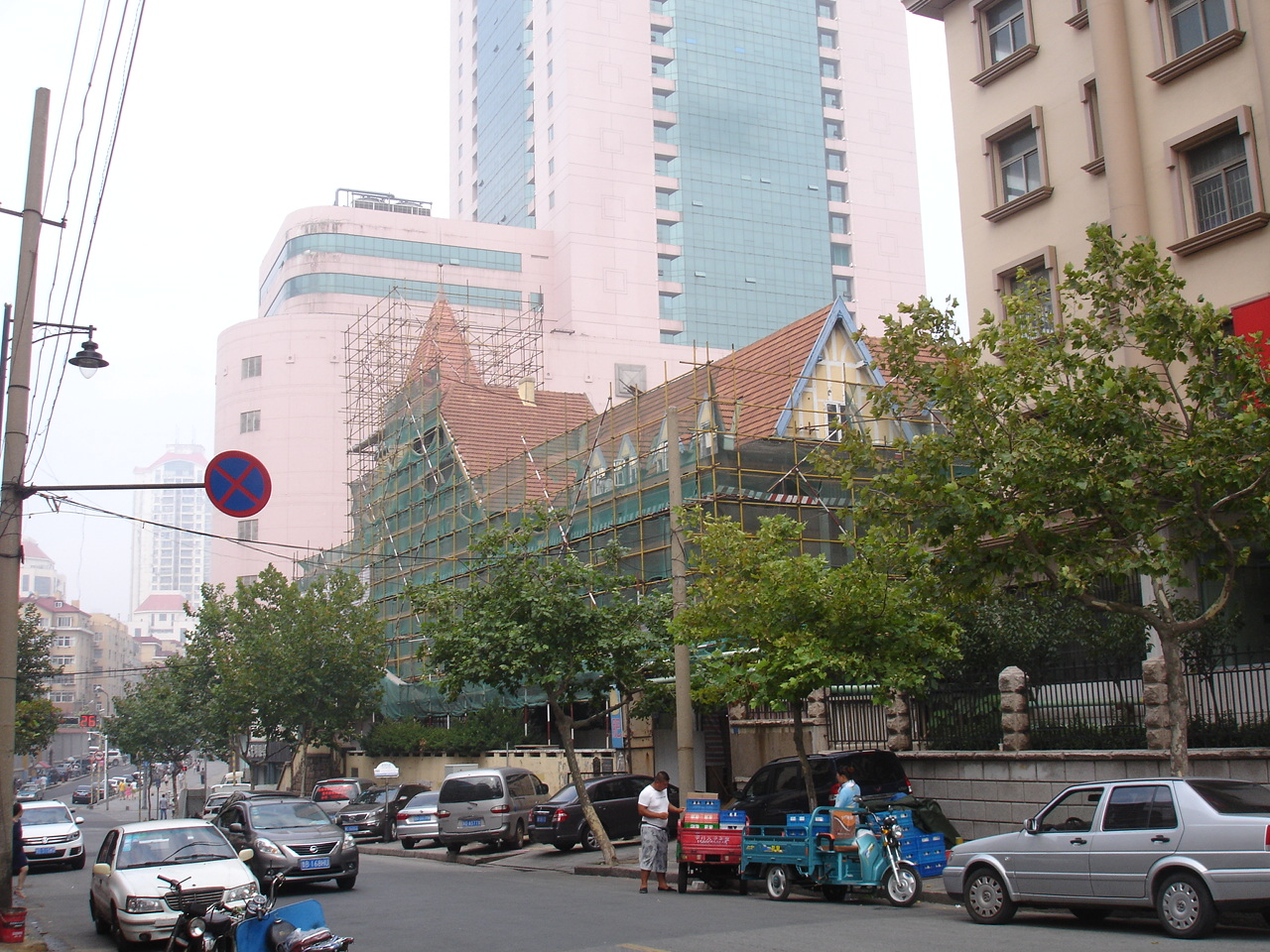
整修中的水兵俱乐部旧址

德国海军士兵俱乐部旧址自建成起，主体建筑基本保持原貌，直至1945年抗战胜利后，一场火灾将该楼的尖顶塔楼顶烧毁。由于时局动荡等原因，塔顶未能得到妥善修复，侧棱原本带有曲线弧度、覆盖六边形红瓦的四坡塔顶被草草重建为覆盖矩形红瓦的四棱锥形塔顶。塔顶的这种状态一直保持至2015年大修前。1990年也曾有过修缮，但仅是修补了屋顶的防雨油毡、室内门窗及破损部分。该建筑在大修前，产权单位虽为人防部门，实际上内部早已被分割给不同单位及商业机构使用，就连大礼堂也被分割为上下两层，同时该建筑的状况也不容乐观，多次被曝出支柱下沉、墙体倾斜等问题。
2011年11月中旬，老建筑内部礼堂遭到产权单位的破坏性整修，带有花纹的木料被施工人员用撬棍拆下。青岛早报于该月16日曝出此事，并提到市文物局对此的回应是“正式的修缮审批还没有办理，因为是抢修施工，可以边施工边补办手续”。
2015年1月21日，青岛早报报导称水师饭店旧址计划大修，可能重现内部设施。同年春，老建筑开始大修。
同年5月3日和5月19日，山东省政协委员兼青岛党校讲师马达分别在其微博和青岛晚报上发布消息，声称1907年8月9日的《青岛新报》上刊登了电影票广告“晚7时放映电影，门票票价预售25分，现购30分”，悬赏5000元征集线索，并称“真正意义上的商业电影院直到1908年才在上海虹口出现...而水师饭店电影票销售广告的出现，则代表着在青岛的商业电影放映比上海早了一年”，认为该线索会证明青岛拥有全国第一家电影院、改写中国电影史。马达的这则广告来自于青岛市文物局于1987年出版的《青岛文艺漫话》和2009年出版的《中山路:一条街道和一座城市的历史》，但事实上两本书只提到了广告文字和时间，并未提到《青岛新报》。在老建筑重新开放后放置的展板中，显示马达的同事于2015年赴德国查找相关档案，并在1907年9月4日的《青岛新报》中找到了水兵俱乐部为军人放映电影（原文使用的是“Kinematographische Vorstellungen”）的公告，以及海滨旅馆、胶州饭店等场所关于电影放映的公告，但原文并未提及电影放映的商业运作。展板中还展示了，在《胶州报》568期（展板上未标明具体日期）中出现了那条“晚7时放映电影...”的广告。
5月末悬赏线索的消息出现后，马达的猜测遭到了青岛文史界一些学者的质疑。有学者认为，20世纪初的电影放映不限于场地，仅需要放映机与白墙或白布就可以进行商业运作，如果仅以场地和售票为标准，海因里希亲王饭店和中和饭店的电影放映活动不会晚于水师饭店。在马达提出该猜测之前，上海、哈尔滨、天津等城市的部分组织早已声称拥有中国第一家电影院，且他们所提出的年份要早于1907年。一些文史学者因此认为，这种猜测实际上是一种商业噱头。

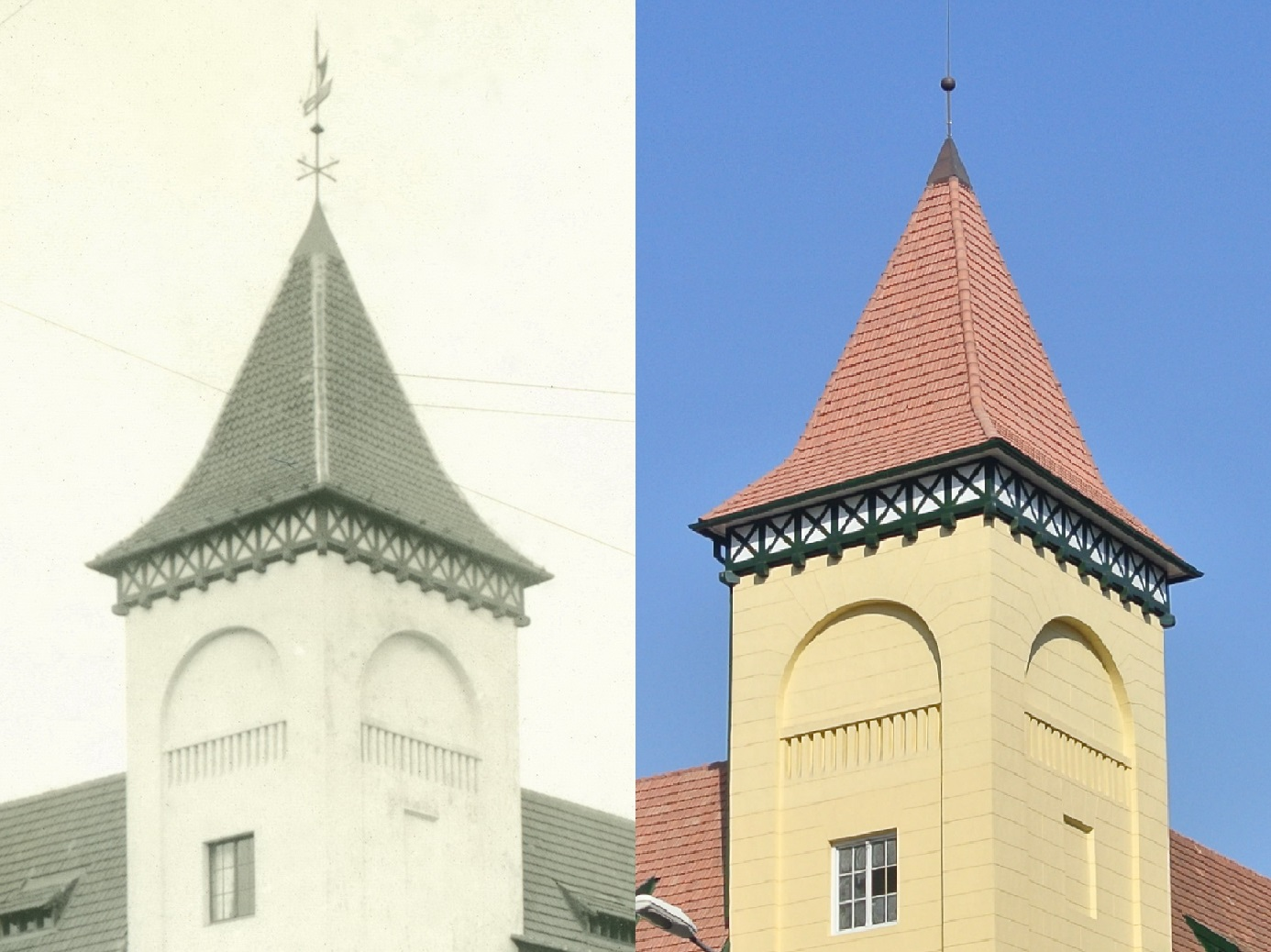
塔楼原貌与整修后对比

各方对电影院问题展开讨论的同时，水师饭店的大修，包括塔楼顶部的重建工作，正在一并进行。1940年代的四棱锥塔顶于5月初便已拆除，准备重建。马达宣称大修“会本着修旧如旧的标准，各位请放心”，但是施工现场却迟迟不见施工公示牌。对此，青岛市文化市场行政执法局官方微博的解释是“青岛房产经营公司具有文物修缮资质，通过招标获得水兵俱乐部建筑维修工程，其维修方案按照北京国文琰文物保护发展有限公司（文物保护工程勘察设计甲级资质）设计方案进行。该方案已经国家文物局批准”、“暂未发现该处工程存在违法文物保护相关法规规章的行为”、“文物保护相关法规中，对文物修缮施工现场尚未有明确规定必须公示的内容”。
5月23日，新的塔顶框架初步完成；6月初，塔顶瓦片基本铺装完毕；至7月，塔顶基本完工。但仿照原貌修建的新塔顶出现了诸多问题：塔顶侧棱最初的曲线弧度并未展现出来，而是以僵硬的折线代替；未使用最初的六边形红瓦，而是使用了矩形红瓦；塔尖原铁制风向标的位置安装的是不锈钢避雷针。有业内人士透露，整修过程中屋顶使用的木料无论好坏被全部换掉。另外，在5月份的水师饭店大修专家论证会中，个别持怀疑态度的学者被提前告知“不能说，只能听”。对此青岛文史界的一些学者对整修水平、整修过程中的信息不公开、过程不透明进行了驳斥，并提供历史图像（原图纸没有找到），建议趁未完工前按照原貌修整。马达则称项目设计单位是国家文物局设计院，并回应称如果施工方看到各学者的言论“会觉得很可笑”。施工方曾于7月在本地媒体象征性地引发了“桁架颜色是绿是蓝”的讨论，一些本地学者加入讨论的同时，另一些学者则表示，对塔楼等严重问题避而不谈，反而讨论桁架颜色，纯属舍本逐末。
2016年初，整修工程接近尾声，工程造价960万元。青岛多家媒体发布报导，宣称中国首家电影院在青岛，并公布水师饭店旧址整修基本完毕，即将被再利用的消息。报导中重点描述了马达和他找到的电影广告线索，以及部分官方学者的支持，并称“国家电影资料馆、北京大学、北京电影学院和上海大学等机构的7名电影史方面的专家...都认可青岛原德国水兵俱乐部可能是‘目前发现的最早的商业电影院’”，并强调了该成果与市政府文化政策的一致性。
2016年8月6日，在水兵俱乐部旧址内开设的“1907光影俱乐部”开始内部试营业，8月末正式营业。

## 图集
- 照片远处中央为建造中的水师饭店，其前方是瑞记洋行，照片左侧是贝格学生公寓，右侧是胶澳旅馆
- 德租时期明信片
- 第一次日占时期的水师饭店旧址
- 三十年代的中山路湖北路路口，水师饭店旧址时为日本居留民团，其面的亚当斯大厦已建成

- 2014年的水师饭店旧址
- 大修期间，2015年5月
- 大修期间，2015年8月
- 2016年照片，西南面
- 2016年照片，东南面
- 礼堂，2016年
- 楼梯
- 阁楼